# Pleigne
Pleigne är en ort och kommun i distriktet Delémont i kantonen Jura, Schweiz. Kommunen har 349 invånare (2023).